# Matematikkens mænd
Matematikkens mænd (originaltitel: Men of Mathematics) er en bog om matematikkens historie skrevet i 1937 af matematikeren E.T. Bell. Efter et kort kapitel om tre matematikere fra antikken, er resten af bogen dedikeret til at beskrive omkring fyrre matematikere, der levede i det 17., 18. og 19. århundrede. 
For at holde læsernes interesse fokuserer bogen primært på usædvanlige eller dramatiske aspekter af matematikernes liv. Matematikkens mænd har inspireret mange unge mennesker, inklusiv en ung John Forbes Nash, til at blive matematikere. Den er ikke tiltænkt som en seriøs biografi, men indeholder mange anekdoter og præsenterer et noget idealistisk billede af matematikernes personligheder, arbejder og kontroverser.

## Indhold
- Zenon (5. århundrede f.v.t.),
- Eudoxos (408–355 f.v.t.),
- Arkimedes (287?–212 f.v.t.)
- Descartes (1596–1650)
- Fermat (1601–1665)
- Pascal (1623–1662)
- Newton (1642–1727)
- Leibniz (1646–1716)
- Bernoulli-familien (17. og 18. århundrede)
- Euler (1707–1783)
- Lagrange (1736–1813)
- Laplace (1749 1827)
- Monge (1746–1818), Fourier (1768–1830)
- Poncelet (1788–1867)
- Gauss (1777–1855)
- Cauchy (1789–1857)
- Lobatchewsky (1793–1856)
- Abel (1802–1829)
- Jacobi (1804–1851)
- Hamilton (1805–1865)
- Galois (1811–1832)
- Sylvester (1814–1897), Cayley (1821–1895)
- Weierstrass (1815–1897), Sonja Kowalewski [sic] (1850–1891)
- Boole (1815–1864)
- Hermite (1822–1901)
- Kronecker (1823–1891)
- Riemann (1826–1866)
- Kummer (1810–1893), Dedekind (1831–1916)
- Poincaré (1854–1912)
- Cantor (1845–1918)